# Гонзага, Ипполита (монахиня)
Иппо́лита Гонза́га (итал. Ippolita Gonzaga; 13 ноября 1503, Мантуя, Маркграфство Мантуя — 16 марта 1570, там же) — аристократка из дома Гонзага, дочь Франческо II, маркграфа Мантуи. Терциарная монахиня-доминиканка под именем сестры Ипполиты (итал. sour Ippolita ) и настоятельница монастыря Святого Викентия в Мантуе.

## Происхождение
Ипполита Гонзага родилась в Мантуе 13 ноября 1503 года. Она была третьим ребёнком и второй дочерью (из детей, достигших совершеннолетия) в семье Франческо II (1466—1519), маркграфа Мантуи, и Изабеллы Феррарской (1474—1539), принцессы из дома Эсте. По отцовской линии приходилась внучкой Федерико I, маркграфу Мантуи, и Маргарите Баварской, принцессе из дома Виттельсбахов. По материнской линии была внучкой Эрколе I, герцога Феррары, Модены и Реджо, и Элеоноры Неаполитанской, принцессы из дома Трастамара.

## Монашество
В 1511 году мать восьмилетней Ипполиты, входившая в круг близких друзей терциарной доминиканки Осанны Андреази, доверила её заботам монахинь-доминиканок в монастыре Святого Викентия в Мантуе. Другую младшую дочь, трёхлетнюю Ливию Осанну, она определила в монастырь Святой Павлы к монахиням-клариссинкам. Поступление Ипполиты в обитель совпало с арестом отца принцессы в Венеции и апогеем борьбы её матери за причисление к лику блаженных подруги-доминиканки. В некоторых источниках утверждается, что Ипполита принесла монашеские обеты в 1514 году, после того, как римский папа Лев X разрешил для епархии Мантуи местное почитание Осанны Андреази в статусе блаженной, и что в монашестве она приняла в честь новой блаженной имя Ливии Осанны. Однако искусствовед Джанфранко Ферлизи в исследовании «Монастырь Святого Викентия Мученика», основываясь на документальных свидетельствах, называет 6 апреля 1518 года датой принесения принцессой монашеских обетов с прежним именем Ипполита. Те же год и имя указаны у хрониста XVII века Федериго Амадеи во втором томе «Универсальной истории города Мантуя».
О монашеской жизни Ипполиты почти ничего неизвестно. Сохранился документ от 1546 года, в котором она названа настоятельницей монастыря. Во время руководства обителью Ипполита усовершенствовала производство на монастырской ткацкой мануфактуре. В письме к брату, маркграфу Федерико II, от 1537 года она сообщает о реконструкции и расширении монастырских построек за счёт поддержки, которую обители оказал их брат, кардинал Эрколе Гонзага. Сам Федерико II определил для монастыря ежегодное пожертвование в размере трёх тысяч дукатов, а его дочь принцесса Изабелла Гонзага выделила монастырю тётки сто золотых скудо с ежегодным взносом 30 сентября. Мать Ипполиты, вдовствующая маркграфиня Изабелла, по просьбе дочери передала её обители мельницу в Монтегранаро.
Ипполита Гонзага умерла 16 марта 1570 года. Длительное время её гробница в монастыре пользовалась большим почитанием у монахинь; ныне она утрачена. Эпитафия усопшей была написана её племянницей Анной, незаконнорожденной дочерью кардинала Эрколе Гонзага, которую, как и её сестру Элеонору, воспитала и вырастила Ипполита; позднее обе сестры стали монахинями-доминиканками в монастыре Святого Викентия в Мантуе.

## В культуре
Некоторые исследователи атрибутируют с Ипполитой Гонзага изображение юной монахини на картине Франческо Бонсиньори «Почитание блаженной Осанны Андреази», датируемой 1515 годом, которая ныне хранится во дворце Сан-Себастьяно в Мантуе. На картине Ипполито Коста «Положение Христа во гроб с предстоящим кардиналом Эрколе Гонзага», датируемой между 1557 и 1563 годами, монахиню рядом с Богоматерью искусствовед Мария Джустина Грасси атрибутирует с Ипполитой Гонзага, основываясь на сходстве изображения с прижизненным портретом Ипполиты, написанным в 1542 году и хранящимся в собраниях замка Амбрас.